# Nahuel Ferraresi
Nahuel Adolfo Ferraresi Hernández est un footballeur international vénézuélien né le 19 novembre 1998 à San Cristóbal dans l'État de Táchira. Il évolue au poste de défenseur central au São Paulo FC.

## Statistiques

### En sélection nationale
| Saison                | Sélection             | Phases finales        | Phases finales | Phases finales | Phases finales | Éliminatoires CDM | Éliminatoires CDM | Éliminatoires CDM | Matchs amicaux | Matchs amicaux | Matchs amicaux | Total | Total | Total |
| Saison                | Sélection             | Compétition           | M              | B              | Pd             | M                 | B                 | Pd                | M              | B              | Pd             | M     | B     | Pd    |
| --------------------- | --------------------- | --------------------- | -------------- | -------------- | -------------- | ----------------- | ----------------- | ----------------- | -------------- | -------------- | -------------- | ----- | ----- | ----- |
| 2018-2019             | Venezuela             | Copa América 2019     | -              | -              | -              | -                 | -                 | -                 | 3              | 0              | 0              | 3     | 0     | 0     |
| 2019-2020             | Venezuela             | -                     | -              | -              | -              | -                 | -                 | -                 | 0              | 0              | 0              | 0     | 0     | 0     |
| 2020-2021             | Venezuela             | Copa América 2021     | 1              | 0              | 0              | 1                 | 0                 | 0                 | -              | -              | -              | 2     | 0     | 0     |
| 2021-2022             | Venezuela             | -                     | -              | -              | -              | 12                | 0                 | 0                 | 2              | 1              | 0              | 14    | 1     | 0     |
| 2022-2023             | Venezuela             | -                     | -              | -              | -              | -                 | -                 | -                 | 3              | 0              | 0              | 3     | 0     | 0     |
| 2023-2024             | Venezuela             | Copa América 2024     | 3              | 0              | 0              | 1                 | 0                 | 0                 | 2              | 0              | 0              | 6     | 0     | 0     |
| 2024-2025             | Venezuela             | -                     | -              | -              | -              | 1                 | 0                 | 0                 | -              | -              | -              | 1     | 0     | 0     |
| Total sur la carrière | Total sur la carrière | Total sur la carrière | 4              | 0              | 0              | 15                | 0                 | 0                 | 10             | 1              | 0              | 29    | 1     | 0     |

## Palmarès
- Finaliste de la Coupe du monde des moins de 20 ans en 2017 avec l'équipe du Venezuela des moins de 20 ans
- Troisième du Championnat sud-américain des moins de 20 ans en 2017 avec l'équipe du Venezuela des moins de 20 ans